# Libbekulla göl
Libbekulla göl är en sjö i Oskarshamns kommun i Småland och ingår i Viråns huvudavrinningsområde. Sjön har en area på 0,0714 kvadratkilometer och ligger 54,1 meter över havet. Libbekulla göl ligger i Viråns vattensystem Natura 2000-område. Sjön avvattnas av vattendraget Virån.

## Delavrinningsområde
Libbekulla göl ingår i det delavrinningsområde (636800-152667) som SMHI kallar för Inloppet i Tvingen. Medelhöjden är 65 meter över havet och ytan är 2,46 kvadratkilometer. Räknas de 15 avrinningsområdena uppströms in blir den ackumulerade arean 314,37 kvadratkilometer. Avrinningsområdets utflöde Virån mynnar i havet. Avrinningsområdet består mestadels av skog (72 procent), öppen mark (13 procent) och jordbruk (11 procent). Avrinningsområdet har 0,07 kvadratkilometer vattenytor vilket ger det en sjöprocent på 2,9 procent.